# Pylaisia frahmii
Pylaisia frahmii là một loài Rêu trong họ Hypnaceae. Loài này được (W.R. Buck) Ochyra mô tả khoa học đầu tiên năm 2003.